# Museo Colonial de Bogotá
El Museo Colonial de Bogotá fue inaugurado el 6 de agosto de 1942 bajo el gobierno de Eduardo Santos Montejo y de su ministro de educación Germán Arciniegas. Su sede es la antigua Casa de las Aulas, edificio del siglo XVII que fue sede en el periodo colonial del Colegio Máximo de la Compañía de Jesús, hoy Universidad Javeriana y Colegio Mayor de San Bartolomé de Bogotá.

## Colecciones
Las piezas exhibidas inicialmente en el Museo Colonial procedían en su mayoría de las colecciones privadas que poseía la alta sociedad bogotana en la primera mitad del siglo XX. Estas colecciones se habían formado debido al proceso de desamortización de bienes eclesiásticos iniciado por Tomás Cipriano de Mosquera hacia 1861. Las pinturas expropiadas a la Iglesia pasaron a manos de particulares y algunas de estas a su vez fueron entregadas a diferentes museos como donación.
Estas colecciones iniciales se han ido complementando paulatinamente con nuevas obras recibidas por donación o adquiridas. Actualmente el museo posee 1577 piezas entre las que se pueden encontrar pintura de caballete, textiles, escultura, mobiliario, objetos de platería, numismática, impresos y manuscritos.
Cabe destacar que el museo alberga la más amplia colección existente de obras del pintor colonial neogranadino Gregorio Vásquez de Arce y Ceballos, entre las que se cuenta pintura de caballete y una serie completa de los dibujos que se le atribuyen.

## Historia
El Museo Colonial está ubicado en el antiguo Claustro de las Aulas, levantado a comienzos del siglo XVII a partir del diseño de Juan Bautista Coluccini. El edificio inicialmente fue sede del Colegio Máximo de la Compañía de Jesús y desde la primera mitad del siglo XVIII de la Pontificia Universidad Javeriana. Después de la expulsión de la Compañía de Jesús en 1767, el Claustro tuvo múltiples usos. Aquí sesionó el Congreso de la República en sus primeros años, fue Cuartel Militar, sede del Museo Nacional de Colombia, de la Biblioteca Nacional y, finalmente, sede del Museo de Arte Colonial desde el 6 de agosto de 1942, fecha en que fue inaugurado bajo la presidencia de Eduardo Santos, siendo Ministro de Educación Germán Arciniegas.
Algunos de los hechos históricos relacionados con el edificio que alberga al Museo Colonial, denotan el valor de la “Casa de las Aulas” como centro de la vida nacional. Entre otros hechos allí ocurridos se pueden contar: La posesión de Antonio Nariño como presidente ante el cabildo de la ciudad en 1812, haber servido de prisión a Francisco de Paula Santander tras la conspiración contra Bolívar de 1828, haber sido sede de la instalación del Congreso Admirable en 1830 presidido por Simón Bolívar y finalmente haber servido como lugar de estreno del himno nacional de Colombia, interpretado por primera vez en la llamada “Capilla de Indios” el 6 de diciembre de 1887.

### Cronología
1604	El 27 de septiembre se abre el Colegio de los Jesuitas. El P. Dadey hace la presentación delante de la Audiencia de los Cabildos y de lo más notable de la sociedad santafereña.
1605	El 18 de octubre se firma el acta de erección y fundación del Colegio Seminario. Comienza a funcionar en el que hoy es el palacio de San Carlos.
1620	El 5 de septiembre una Cédula Real autoriza a los jesuitas para otorgar los grados.
1622	Se funda la Academia Javeriana.
1634	El Gobierno Neogranadino reconoce a la Academia Javeriana.
1702	El 27 de mayo llega la noticia de una exaltación de la Academia a Universidad Javeriana.
1761	El sábado 25 de diciembre, se coloca una imagen de Nuestra Señora de la Luz en pintura con marco de plata, donado por el Virrey don José Solís Folch de Cardona.
1767	El 23 de septiembre los jesuitas son expulsados. El escribano José Roxas, los oidores Verástegui y Moreno y Escandón levantan los inventarios de los bienes expropiados.
1812	El 23 de octubre a las ocho de la mañana, don Antonio Nariño se posesiona como Presidente Dictador ante el Cabildo.
1813	El 9 de enero el general Francisco de Paula Santander cae prisionero en la batalla de San Victorino y es recluido en la Casa de las Aulas.
1823	El 25 de diciembre se destina la Casa de las Aulas para la Biblioteca Pública Nacional.
1824	El 4 de julio se abre al público el Museo de Historia Natural, inaugurado por el vicepresidente, General Francisco de Paula Santander. Igualmente, se inician las clases en la Escuela de Ciencias Naturales.
1828	El General Francisco de Paula Santander exvicepresidente es recluido como prisionero después de la conspiración contra Bolívar.

Símbolo de la Trinidad de Arce y Ceballos.

1830	El 20 de enero se instala el Congreso Admirable, con palabras del Libertador Simón Bolívar, eligiendo a Antonio José de Sucre, Gran Mariscal de Ayacucho, como Presidente y a José María Estévez, Obispo de Santa Marta, como Vicepresidente.
1830	El 29 de abril, el Congreso Admirable expide la carta constitucional.
1831	El 25 de septiembre se reúne la Convención Nacional en la Capilla Castrense.
1832	José María Obando dispone que la biblioteca Pública pase a la Universidad.
1842	La Capilla pasa a ser Salón de Grados Universitarios, de Audiencias de Justicia y otros actos públicos, sin dejar de ser sede de la Asamblea Nacional.
1851	La Biblioteca sufre estragos a consecuencia de la Revolución.
1854	El 17 de abril y hasta el 21 de junio de 1885, la Casa de las Aulas es convertida en cuartel General. 
1856	Don José Jerónimo Triana entrega su Herbario al Museo de Historia Natural. Aparece el logotipo de la Biblioteca.
1871	El Museo es desalojado y sus elementos amontonados en los salones de la Biblioteca que ha sufrido grave deterioro a causa de las excavaciones practicadas en busca de tesoros.
1887	El 6 de diciembre se estrena el Himno nacional de Colombia.
1942	El 6 de agosto se inaugura el Museo de Arte Colonial

## Actualidad
Durante la primera década del siglo XXI, el Museo Colonial entró en un proceso de transformación que buscaba comunicarle al público visitante los procesos culturales sucedidos entre los siglos XVI y XVIII. En este contexto, se ha dado una renovación museológica que abarca tanto su organización administrativa como nuevos planteamientos curatoriales y museográficos, que hacen visible la memoria de lo colonial en Colombia. Durante casi 3 años, el Museo estuvo cerrado al público por preparación para la renovación estructural del Claustro de las Aulas. El 3 de agosto de 2017 reabrió sus puertas con nuevo guion curatorial y museográfico.